# Grand Prix Pino Cerami 2011
Il Grand Prix Pino Cerami 2011, quarantacinquesima edizione della corsa e valida come evento dell'UCI Europe Tour 2011 categoria 1.1, si svolse il 7 aprile 2011 su un percorso totale di circa 199,2 km. Fu vinto dal belga Bert Scheirlinckx che terminò la gara in 4h48'45", alla media di 41,39 km/h.
All'arrivo 100 ciclisti portarono a termine il percorso.

## Ordine d'arrivo (Top 10)
| Pos. | Corridore           | Squadra         | Tempo    |
| ---- | ------------------- | --------------- | -------- |
| 1    | Bert Scheirlinckx   | Landbouwkrediet | 4h48'45" |
| 2    | Marco Marcato       | Vacansoleil     | s.t.     |
| 3    | Ben Hermans         | RadioShack      | a 10"    |
| 4    | Anthony Delaplace   | Saur-Sojasun    | a 36"    |
| 5    | Alessandro Donati   | Acqua & Sap.    | a 54"    |
| 6    | Giovanni Visconti   | Farnese Vini    | a 59"    |
| 7    | Romain Feillu       | Vacansoleil     | s.t.     |
| 8    | Ruggero Marzoli     | Acqua & Sap.    | s.t.     |
| 9    | James Vanlandschoot | Veranda's Wil.  | s.t.     |
| 10   | Bert De Waele       | Landbouwkrediet | s.t.     |